# Vita di Luciano De Crescenzo scritta da lui medesimo
Vita di Luciano De Crescenzo scritta da lui medesimo è un'autobiografia scritta da Luciano De Crescenzo nel 1989 e pubblicata da Arnoldo Mondadori Editore a Milano.

## Trama
Luciano De Crescenzo è conosciuto da tutti come un regista di commedie che hanno come tema la filosofia nella città di Napoli e come celebre scrittore di saggi incentrati sul pensiero greco dei sofisti quali Socrate in particolare e della mitologia greca. L'elemento chiave di queste opere è l'ironia con cui De Crescenzo affronta le tematiche varie e la capacità grandiosa di creare un collegamento tra il mondo moderno e quello antico di centinaia d'anni fa. Tuttavia De Crescenzo sin da giovane ha trascorso un'esistenza travagliata e ricca di periodi difficili, come la Seconda guerra mondiale e gli amori non ricambiati, per terminare con il trasferimento a Milano dopo la laurea in Ingegneria Idraulica conseguita alla Università degli Studi di Napoli Federico II ( fu allievo di Renato Caccioppoli ) con il massimo dei voti. Dopo un periodo di circa venti anni all'IBM in cui era stato tra l'altro promosso dirigente, decise di lasciare il suo lavoro e dedicarsi a tempo pieno alla scrittura. Sebbene la sua vita non sia stata delle più celestiali, nel libro De Crescenzo, passando da periodo a periodo, annota tutti gli aneddoti più divertenti, terminando con un triste e allegro pensiero rivolto al suo passato colorito e celestiale di fanciullo che non tornerà più.

## Edizioni
- Luciano De Crescenzo, Vita di Luciano De Crescenzo scritta da lui medesimo, Milano, Arnoldo Mondadori Editore, 1989, ISBN 88-04-31748-5.
- Luciano De Crescenzo, Vita di Luciano De Crescenzo scritta da lui medesimo, Milano, Arnoldo Mondadori Editore, 1991, ISBN 88-04-34817-8.